# Líceum
Le líceum est un monument d'Eger, à proximité de l'église cathédrale Saint-Michel-et-Saint-Jean et du palais archiépiscopal. Propriété de l'archidiocèse d'Eger, il abrite de nos jours le siège de l'Université Károly Eszterházy ainsi que l'observatoire astronomique de la ville. 
Édifié en 1765-85 par József Gerl et Jakab Fellner, bel exemple du style rococo. Le bâtiment contient trois remarquables voûtes peintes du XVIIe siècle. Seule celle de la bibliothèque est accessible au public. Les fresques ont été peintes par l'artiste viennois Johann Lukas Kracker en 1778 et représentent le Concile de Trente (1545-63). La salle qui contient des meubles remarquables a été mise en service en 1793. Le sommet de l'édifice comporte un périscope à chambre noire permettant de projeter des images de la ville.